# Национальная парламентская библиотека (Япония)

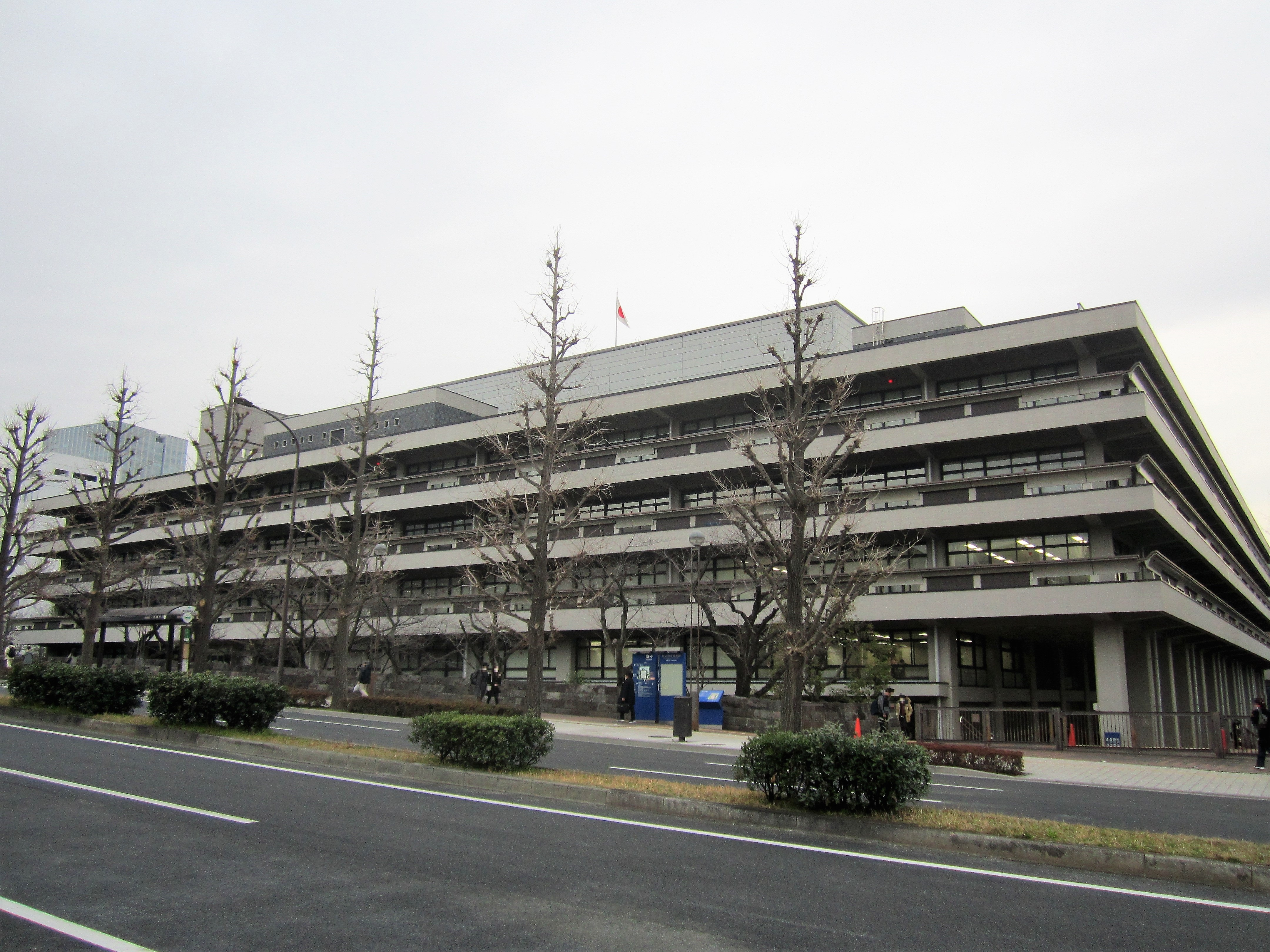
Главное здание Токийского отделения Национальной парламентской библиотеки

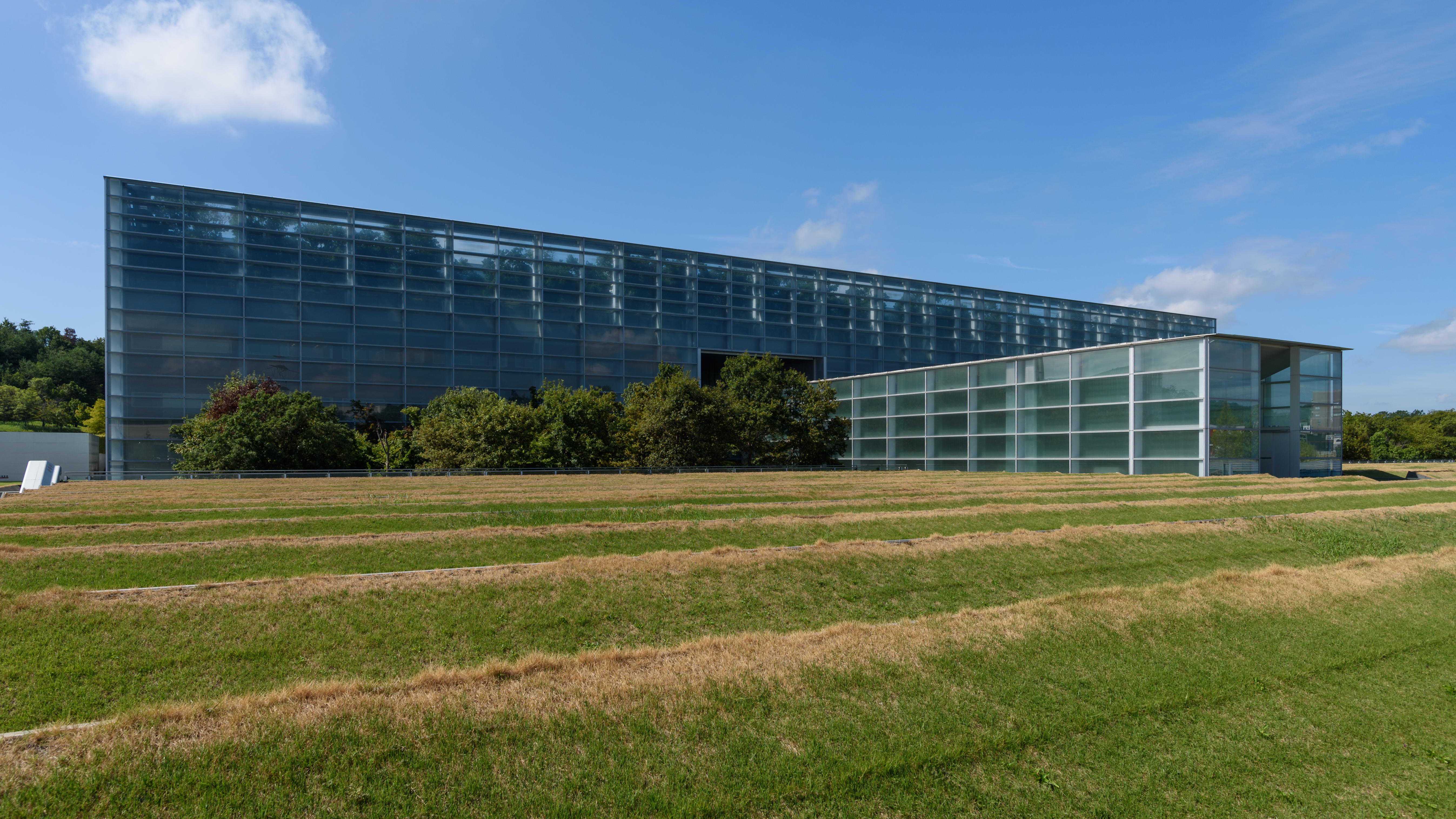
Главное здание Кансайского отделения Национальной парламентской библиотеки

Национальная парламентская библиотека (яп. 国立国会図書館 Кокурицу Коккай Тосёкан) — единственная национальная библиотека Японии. Одна из крупнейших библиотек мира. Была учреждена в 1948 году для использования членами Парламента Японии. По своим целям и возможностям библиотека сравнима с Библиотекой Конгресса (США). Национальная парламентская библиотека состоит из двух основных отделений в Токио и Киото, и более малых.

## История
Национальная Парламентская библиотека Японии является наследницей трёх различных библиотек: библиотеки Палаты пэров, библиотеки Палаты представителей, созданных при учреждении Императорского парламента в 1890 году, и Императорской библиотеки, учреждённой в 1872 году при Министерстве образования.
Полномочия Парламента в довоенной Японии были ограничены, и его потребности в информации были «соответственно малыми». В первоначальных парламентских библиотеках «не было создано ни фондов, ни услуг, способных внести жизненно важные дополнения в подлинно ответственную законодательную деятельность». Кроме того, до поражения Японии во Второй мировой войне исполнительная власть осуществляла контроль над всеми политическими документами, лишая пэров и представителей доступа к важной информации. Командующий оккупационными войсками США Д. Макартур считал реформу системы Парламентской библиотеки важной частью процесса демократизации Японии после её поражения во Второй мировой войне.
В 1946 году палаты Парламента сформировали постоянный комитет Национальной парламентской библиотеки. Историк-марксист Горо Хани, находившийся во время войны в тюремном заключении за инакомыслие, будучи после войны избранным в Палату советников (преемницу упразднённой Палаты Пэров), возглавил усилия по проведению реформы. Хани видел в новом учреждении «цитадель народного суверенитета» и средство претворения в жизнь «мирной революции». Офицеры оккупационных войск, отвечавших за реформу библиотеки, докладывали, что хотя оккупация была катализатором перемен, существовавшая до оккупации местная инициатива и успех реформы были обусловлены деятельностью таких японцев, как Горо Хани.
Открытие национальной парламентской библиотеки состоялось в июне 1948 года во Дворце Встреч (бывшем Дворце Акасака, взорванном во время войны) с начальным фондом в 100 тыс. томов. Её первым директором стал политик Токудзиро Канамори, а заместителем директора — философ Масакадзу Накай. В 1949 году Национальная парламентская библиотека была объединена с Национальной библиотекой (бывшей Императорской), став единственной национальной библиотекой в Японии. Фонд библиотеки пополнился за счёт 1 млн томов, ранее размещавшихся в Уэноской Национальной библиотеке.
В 1961 году библиотека переехала на нынешнее место в Нагататё, неподалёку от Парламента. К 1986 году собрание библиотеки достигло 12 млн экземпляров. Кансайское отделение (Кансайская библиотека), открытое в 2002 году в Кансайском Научном городке (пос. Сейка, уезд Сораку, преф. Киото) имеет фонд в 6 млн единиц хранения. В мае 2002 года при библиотеке, в здании бывшей Императорской библиотеке в Уэно, было открыто новое отделение — Международная библиотека детской литературы. Фонды этого филиала содержат 400 тыс. томов произведений детской литературы со всего мира.
Несмотря на то, что первоначально Национальная парламентская библиотека предназначалась для исследований парламента, широкая общественность является крупнейшим потребителем услуг библиотеки. Например, в отчётном году, закончившемся в марте 2004 года, в библиотеке было зарегистрировано более 250 тыс. запросов, в отличие от 32 тыс. запросов на исследования из Парламента.

## Директора
- 1948—1959 гг. — Токудзиро Канамори
- 1961—1965 гг. — Такао Судзуки
- 1965—1970 гг. — Ёсикацу Коно
- 1970—1972 гг. — Ёсимаро Кубота
- 1972—1977 гг. — Канко Миясака
- 1977—1981 гг. — Минору Кисида
- 1981—1982 гг. — Масахару Уэки
- 1982—1986 гг. — Масахиро Арао
- 1986—1990 гг. — Киёхидэ Убусуки
- 1990—1994 гг. — Масакацу Катоги
- 1994—1998 гг. — Синъитиро Огата
- 1998—2002 гг. — Масао Тобари
- 2001—2007 гг. — Такао Куросава
- 2007—2012 гг. — Макото Нагао
- с 2012 — Норитада Отаки

## Деятельность
Согласно японскому законодательству японские издатели обязаны направлять в Национальную парламентскую библиотеку всю публикуемую ими продукцию. Это условие позволяет ей постоянно иметь лучшие фонды по японистике в мире. Государственные издательства должны предоставлять 30 экземпляров своего печатного продукта, а негосударственные — один, за который библиотека платит 50 % рыночной цены. Все книги и периодика упорядочиваются в библиографическом сборнике «Нихон дзэнкоку сёси» (日本全国書誌, «Общегосударственная библиография Японии»), издающемся ежегодно коллективом библиотеки. Последняя также осуществляет обмен государственными изданиями с центральными библиотеками США и Великобритании. Для упорядочения библиографии используются магнитные плёнки, а с 1971 года — компьютерные технологии. Поиск в фондах библиотеки осуществляется с помощью скоростной системы JAPAN/MARC.
Национальная парламентская библиотека Японии состоит из 1 центрального и 27 дочерних специализированных отделов, включающих в себя редкие Библиотеку Тоё и Международную библиотеку детской литературы. Центральный отдел включает в себя Службу проверки законопроектов, в которой работают специалисты в области юриспруденции, политики и экономики, и службы сбора, обработки, обслуживания печатных изданий. Библиотека открыта для широкого круга граждан, рассчитана на 1100 сидячих мест, предоставляет библиографические консультации, а также осуществляет обмен материалами с общественными, городскими, университетскими библиотеками Японии. Она является членом Международной федерации библиотечных ассоциаций и учреждений и принимает участие в исследованиях по библиотечному делу.
По состоянию на 2001 год фонды библиотеки насчитывали 489 тыс. книг, 420 тыс. карт, 470 тыс. видео и аудиозаписей, 167 тыс. периодических изданий. По состоянию на 2007 год в фондах хранилось 22.869.278 документов. В библиотеке 862 человека. За 1999 год её посетило 397.000 человек.

## Основной фонд
Как национальная библиотека Японии Национальная парламентская библиотека собирает экземпляры всех книг, напечатанных в Японии. Кроме того, поскольку Национальная парламентская библиотека действует как библиотека для членов Парламента и публичная библиотека, она имеет обширный фонд книг на иностранных языках по широкому кругу вопросов.

## Важныеспециальные коллекции
8 специальных коллекций библиотеки считаются важными:
- Современная политическая и конституционная история
- Материалы о послевоенной оккупации Японии
- Законы и законопроекты
- Наука и технологии
- Карты
- Музыка
- Иностранные книги о Японии
- Редкие и древние издания

## Оцифровка книг для сети Интернет
В последние годы активно развивается сайт библиотеки на английском и японском языке. На этот сайт выкладываются такие документы, как общий каталог библиотеки, 60 000 современных книг, 37 000 древних, протоколы заседаний Парламента Японии.